# بچه‌ها گل‌آقا
هفته‌نامه بچه‌ها گل‌آقا مجله‌ای بود که در مؤسسه گل آقا به چاپ می‌رسید. بنا به گفته مسئولان نشریه این هفته‌نامه اولین نشریه طنز بچه‌های ایران بود. شعار نشریه این بود: شادی حق بچه هاست. در اردیبهشت ۱۳۸۷ پس از ۳۸۵ شماره به دلیل مشکلات مالی تعطیل شد.

## تاریخچه
این نشریه ابتدا به صورت تک صفحه در هفته‌نامه با عنوان «بچه‌ها سلام» منتشر می‌شد. سپس از سال ۱۳۷۵ به صورت ویژه‌نامه به صورت ضمیمه هفته‌نامه گل آقا ۹ شماره از آن به مناسبت‌های مختلف (بازگشایی مدارس، نوروز، آغاز تعطیلات تابستانی،...) منتشر شد و بعد به صورت نشریه‌ای مستقل درآمد. سردبیر نشریه علی زراندوز بود.

## همکاران
کسانی چون عمران صلاحی، منوچهر احترامی، علی زراندوز، رافی پطروسیان، آرمین سنقری، بابک پرهام، مهران ایرانلو، داوود قنبری، گیتی صفرزاده، فاضل ترکمن، سلمان طاهری، نازنین جمشیدی، حمیدرضا پور نصیری، یاشار صلاحی، لاله ضیایی، مهناز فتوحی و مهناز عادلی با این نشریه همکاری کرده‌اند.